# Dennis O’Neil
Dennis O’Neil (ur. 3 maja 1939 w Saint Louis, zm. 11 czerwca 2020) – amerykański autor bestsellerowych komiksów, opowiadań i powieści.
Pracował m.in. dla takich wydawnictw jak Marvel Comics, Charlton, a od ponad dwudziestu lat nadzoruje wszystkie wydawane przez DC Comics tytuły o przygodach Batmana. Jest szczególnie znany z pracy nad tą postacią z rysownikiem Nealem Adamsem, wraz z którym w latach 70. przywrócił jej pierwotny mroczny charakter.
O’Neil jest autorem m.in. nowelizacji filmów Batman: Początek i Mroczny rycerz, a także autorem DC Comics Guide to Writing for Comics. W latach 90. uczył pisania komiksów w Manhattan’s School of Visual Arts.
Laureat nagrody ACBA (Academy of Comic Book Arts) za wkład w budowę wizerunku Zielonej Latarni, a także dwukrotnie Shazam Awards za najlepsze opowiadanie komiksowe (wraz z Nealem Adamsem) oraz Shazam Awards dla najlepszego scenarzysty.